# レ・ドゥク・ファット
レ・ドゥク・ファット（越: Lê Đức Phát、漢：黎德發、1998年2月1日 - ）は、ベトナムのプロバドミントン（男子シングルス、混合ダブルス）選手である。パリ五輪開会式におけるベトナム選手団で旗手を務めた。

## 経歴
幼少期はバドミントンを含めた各種スポーツに親しんでいたが、最終的にバドミントンに専念し16歳でプロ転向、2017年のパキスタン国際で国際大会初優勝を遂げた。2018年には世界バドミントン連盟のランキングで150位以内に入るなどしたが、自身の怪我や新型コロナのパンデミックなどが重なり一時ランキングは464位まで下げるが、2022年末頃には復調、幾つかの大会で好成績を収め、ベトナム男子シングルスで最高位に昇格した。
2023年シーズン初戦のベトナム国際チャレンジでは決勝戦で大林拓真に敗れたがその後も順調にランキングを上げていき、2024パリ五輪の出場権を獲得した。また開会式の旗手にアーチェリー代表のド・ティ・アイン・グエットと共に選ばれた。

## 脚註
1. 1 2  “Chàng thiếu úy quyết một lần dự Olympic [The young lieutenant decided to attend the Olympics once]” (Vietnamese). Lao Dong. (2024年3月3日)
2. ↑  cand.com.vn. “Lê Đức Phát, hình mẫu của một tay vợt vượt khó” (ベトナム語). 2024年8月2日閲覧.
3. ↑  “Nguyệt, Phát to be Việt Nam’s flag bearers for Paris Olympics opening ceremony” (英語). 2024年8月2日閲覧.